# 고시군 (니가타현)

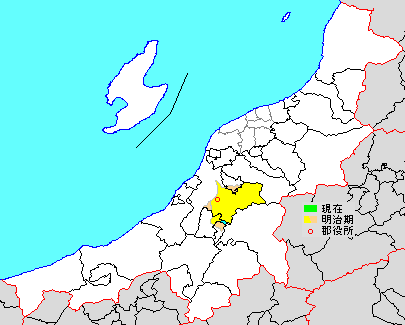
니가타현 고시군의 범위(하늘색:후에 다른 군에서 편입된 구역. 연노랑:후에 다른 군에 편입된 구역)

고시군(古志郡)은 일본 니가타현(에치고국)에 있던 군이다.

## 군역
1879년 행정 구역으로 발족 당시의 군역은 아래 구역에 해당한다.
- 나가오카시의 일부
- 오지야시의 일부
- 미쓰케시의 일부

## 역사
- 1879년 4월 9일 - 군구정촌 편제법이 니가타현에서 시행되면서, 행정 구역으로서의 '고시군이 발족.
- 1889년 4월 1일 - 정촌제 시행으로 아래의 정촌이 발족. 따로 적은 경우 외는 현 나가오카시.(6정 45촌)

- 나가오카정(長岡町)
- 나가오카혼정(長岡本町)
- 센주정(千手町)
- 구소즈정(草生津町)
- 아라정(新町)
- 오우치촌(王内村)
- 미야우치촌(宮内村)
- 이시자카촌(石坂村)
- 나카도리촌(中通村)
- 마에카와촌(前川村)
- 도카마치촌(十日町村)
- 다카시마촌(高島村)
- 야마야자와촌(山谷沢村)
- 무이카이치촌(六日市村): 현 나가오카시, 오지야시
- 이시즈촌(石津村)
- 가와니시촌(川西村)
- 시카촌(四箇村)
- 후쿠도촌(福戸村)
- 세리카와촌(芹川村)
- 가와스모모촌(川李村)
- 구로조촌(黒条村)
- 시로마루촌(四郎丸村)
- 가와사키촌(川崎村)
- 야마도리촌(山通村)
- 스요시촌(栖吉村)
- 나카누키촌(中貫村)
- 야마모토촌(山本村)
- 후소키촌(富曽亀村)
- 신구미촌(新組村): 현 나가오카시, 미쓰케시
- 기타다니촌(北谷村): 현 미쓰케시
- 가미키타다니촌(上北谷村): 현 미쓰케시, 나가오카시
- 도치오정(橡尾町)
- 이쓰카마치촌(五日町村)
- 가와타니촌(川谷村)
- 요시카시촌(吉樫村)
- 가미시오다니촌(上塩谷村)
- 가미시오촌(上塩村)
- 마에히가시다니촌(前東谷村)
- 도치보리촌(橡堀村)
- 이리히가시다니촌(入東谷村)
- 니고로촌(荷頃村)
- 이치노카이촌(一之貝村)
- 니시다니촌(西谷村)
- 나카노마타촌(中野俣村)
- 한조가네촌(半蔵金村)
- 다나스하라촌(種苧原村)
- 요모기사와촌(蓬沢村)
- 무시가메촌(虫亀村)
- 다케자와촌(竹沢村)
- 히가시타케자와촌(東竹沢村)
- 히가시야마촌(東山村): 현 오지야시, 나가오카시
- 일부는 산토군 나카노시마촌, 히고시촌, 오지가와촌 소속이 됨.

- 1901년 11월 1일 - 아래의 정촌 통합이 이뤄지다. 모두 신설합병.(2정 30촌)

- 나가오카정 ← 나가오카혼정, 나가오카정, 센주정, 구소즈정, 아라정, 오우치촌
- 시로마루촌 ← 시로마루촌, 가와사키촌
- 스요시촌 ← 스요시촌, 나카누키촌
- 가미구미촌(上組村) ← 이시자카촌, 나카도리촌, 미야우치촌, 마에카와촌
- 시모카와니시촌(下川西村) ← 세리카와촌, 가와스모모촌
- 무이카이치촌 ← 무이카이치촌, 야마야자와촌
- 도카마치촌 ← 도카마치촌, 다카시마촌
- 시모시오다니촌(下塩谷村) ← 이쓰카마치촌, 가와타니촌, 요시카시촌
- 가미시오다니촌 ← 가미시오다니촌, 가미시오촌
- 히가시다니촌(東谷村) ← 마에히가시다니촌, 도치보리촌
- 니고로촌 ← 니고로촌, 이치노카이촌
- 오타촌(太田村) ← 요모기사와촌, 무시가메촌

- 1906년 4월 1일(1정 29촌)
  - 나가오카정이 시제 시행으로 나가오카시(長岡市)가 되어, 군에서 이탈.
  - 가와니시촌·시카촌이 합병하여, 가미카와니시촌(上川西村)이 발족.
- 1911년 7월 1일 - 도치오정(橡尾町)의 표기가 바뀌어 도치오정(栃尾町)이 됨.
- 1921년 12월 1일 - 시로마루촌이 나가오카시에 편입.(1정 28촌)
- 1948년
  - 5월 3일 - 가미구미촌이 정제 시행과 개칭으로 미야우치정(宮内町)이 됨.(2정 27촌)
  - 7월 1일 - 야마도리촌의 일부가 미야우치정, 잔여부가 나가오카시에 분할편입.(2정 26촌)
- 1950년 12월 1일 - 스요시촌이 나가오카시에 편입.(2정 25촌)
- 1951년
  - 1월 1일 - 후소키촌이 나가오카시에 편입.(2정 24촌)
  - 10월 10일 - 기타다니촌이 미나미칸바라군 미쓰케정에 편입.(2정 23촌)
- 1954년
  - 2월 1일 - 가미카와니시촌이 나가오카시에 편입.(2정 22촌)
  - 3월 1일 - 미야우치정이 나가오카시에 편입.(1정 22촌)
  - 3월 31일 - 가미키타다니촌의 일부가 도치오정, 잔여부가  미나미칸바라군 미쓰케정에 분할편입. 미쓰케정은 당일 시제 시행으로 미쓰케시가 됨.(1정 21촌)
  - 6월 1일 - 도치오정이 시모시오다니촌·가미시오다니촌·히가시다니촌·니고로촌을 편입하고, 시제 시행으로 도치오시(栃尾市)가 되어, 군에서 이탈.(17촌)
  - 11월 1일(9촌)
    - 도카마치촌·야마모토촌·구로조촌·신구미촌[1]·후쿠도촌·시모카와니시촌이 나가오카시에 편입.
    - 무이카이치촌의 일부가 오지야시, 잔여부가 나가오카시에 분할편입.
    - 히가시야마촌의 일부가 오지야시, 잔여부가 기타우오누마군 가와구치정에 분할편입.
- 1955년
  - 3월 31일(6촌)
    - 이리히가시다니촌·니시다니촌이 도치오시에 편입.
    - 이시즈촌이 산토군 라이코지촌·이와쓰카촌·쓰카야마촌과 합병하여 산토군 고시지정이 발족, 군에서 이탈.
- 1956년
  - 3월 31일 - 다나스하라촌·오타촌·다케자와촌·히가시타케자와촌이 합병하여, 야마코시촌(山古志村)이 발족.(3촌)
  - 9월 1일 - 야마코시촌의 일부가 나가오카시에 편입[2].
  - 9월 30일 - 나카노마타촌·한조가네촌이 도치오시에 편입.(1촌)
  - 10월 1일 - 야마코시촌의 일부가 기타우오누마군 히로카미촌에 편입[2].
- 2005년 4월 1일 - 야마코시촌이 나가오카시에 편입. 이날 고시군은 폐지됨.

## 참고 문헌
- 《가도카와 일본 지명 대사전》 편집위원회, 편집. (1989년 9월 1일). 《가도카와 일본 지명 대사전》. 15 니가타현. 가도카와 쇼텐. ISBN 4040011503.